# Saeni Daudau
Saeni Daudau (4 settembre 1978) è un ex calciatore salomonese, di ruolo difensore.

## Carriera

### Nazionale
Ha debuttato in Nazionale nel 1997. Ha partecipato, con la Nazionale, alla Coppa d'Oceania 1996, alla Coppa d'Oceania 2000 e alla Coppa d'Oceania 2002.

## Palmarès

### Club

#### Competizioni nazionali
- Telekom National Club Championship: 2

Koloale: 2003, 2008
- Honiara FA League: 3

Koloale: 2001, 2003, 2008